# Canaletto
For hans nevø og elev, der især i Polen og Tyskland også kaldes Canaletto, se Bernardo Bellotto
Giovanni Antonio Canal (28. oktober 1697 – 19. april 1768) var en venetiansk maler, kendt som Canaletto, og berømt for sine prospekter eller veduter fra Venedig. Han var også en betydelig raderer. Canaletto sammen med Giambattista Pittoni, Giovanni Battista Tiepolo danner de traditionelle store Old Masters i denne periode.

## Tidlig karriere
Han fødtes i Venedig som søn af maleren Bernardo Canal heraf kunstnernavnet Canaletto ("lille Canal") – og Artemisia Barbieri. Hans nevø og elev Bernardo Bellotto var også en velrenommeret landskabsmaler med en lignende malestil og med navnet "Canaletto" for at fremme sin egen karriere især i Tyskland og Polen, hvor hans onkel ikke var aktiv.
Canaletto kom i malerlære hos sin far og bror og begyndte som faren som scenemaler. Canaletto var inspireret af den romerske vedutist Giovanni Paolo Pannini og begyndte med at male byens og beboernes dagligliv.

Efter at være vendt tilbage fra Rom i 1719 begyndte han at male i sin berømte topografiske stil Hans første kendte signerede og daterede arbejde er Arkitektonisk Capriccio (1723, Milano, i privateje). Han begyndte at studere hos den ældre Luca Carlevaris, en bymaler af mådeligt talent, og blev hurtigt sin læremesters ligemand.
I 1725 havde maleren Alessandro Marchesini, som også var indkøber for kunstsamleren Stefano Conti fra Lucca, forespurgt, om det var muligt at købe to 'Venedig-udsigter', da agenten bad ham om i stedet at overveje værket af "Antonio Canale... det er som Carlevaris, men man kan se solen skinne i det."

### Udendørs maleri
Canalettos tidlige malerier blev malet 'efter naturen' i modsætning til den almindelige praksis med at gøre billeder færdig i atelieret. I nogle af sine senere arbejder går han tilbage til denne metode. Forskellen ses af tendensen til at fjerne genstande bliver malet som små farveklatter – en virkning af at bruge et camera obscura, hvilket udvisker detaljerne i fjerntliggende objekter.
Imidlertid er hans billeder altid bemærkelsesværdigt nøjagtige: han skildrede blandt andet de årligt tilbagevendende problemer med oversvømmelser og is i lagunen.

### Tidlige og sene arbejder
Canalettos tidlige arbejder forbliver de mest yndede og er ifølge mange eksperter hans bedste. Et af hans fineste tidlige arbejder er Stenhuggerens Gård (1729, London, the National Gallery) der skildrer en jævn arbejdsplads i byen.
Senere blev Canaletto kendt for sine storslåede scenerier med Venedigs kanaler og Dogepaladset. Hans byprospekter i stor skala portrætterede byens fornemme liv og pretentiøse traditioner, idet de gjorde ny brug af atmosfæriske virkninger og stærke lokalfarver, kvaliteter hvormed hans arbejder foregriber Impressionismen.

## Arbejde i England
Mange af hans billeder blev solgt til englændere på deres Grand Tour ofte med handelsmanden Joseph Smith (1682-1770) som agent. Han blev i 1744 britisk konsul i Venedig.
Smith handlede som agent for Canaletto først ved at bestille billeder fra Venedig af ham først i 1720'ere og ved at hjælpe ham med at sælge malerierne til englændere.
I 1740'erne blev Canalettos marked forstyrret, da Den østrigske arvefølgekrig førte til en indskrænkning af antallet af engelske besøgende i Venedig. Smith sørgede også for udgivelse af en serie raderinger af caprichios (eller arkitektoniske fantasier) (capriccio Italiensk: indfald) og hans vedute ideale, med udbyttet var ikke stort nok, og i 1746 flyttede Canaletto til London for at være nærmere på sit marked.
Han forblev i England til 1755 og malede prospekter af London (herunder den nye Westminster Bridge) og af sine kunders palæer og huse. Hans maleri fra 1754 af Old Walton Bridge viser Canaletto på den.
Det blev ofte forventet af han skulle male på samme måde i England, som han havde malet i sin fødeby. Alt i alt var denne periode ikke tilfredsstillende, hvilket mest af alt skyldtes den dalende kvalitet af Canalettos arbejde.[kilde mangler] Canalettos maleri begyndte at virke mekanisk og være mindre flydende, og den engelske kunstkritiker George Vertue antydede, at den, der malede under navnet 'Canaletto' ikke var den rigtige Canaletto, men en svindler.
Kunstneren blev tvunget til at give offentlige maledemonstrationer for at mane denne påstand i jorden. Imidlertid genvandt han aldrig helt sit gamle ry.
Efter at være vendt tilbage til Venedig blev Canaletto i 1763 indvalgt i det Venetianske Akademi. Han fortsatte med at male til sin død i 1768. I sine senere år arbejdede han ofte ud fra gamle skitser, men han lavede også forbavsende nye kompositioner. Han var indstillet på at lave små subtile ændringer i topografien for den kunstneriske virknings skyld.

## Popularitet
Blandt hans elever var hans nevø Bernardo Bellotto, Francesco Guardi, Michele Marieschi, Gabriele Bella og Giuseppe Moretti (maler). Maleren Giuseppe Bernardino Bison var en efterfølger i hans stil.
Joseph Smith solgte meget af sin samling til Georg III: det meste af den store Canaletto-samling der ejes af den Kongelige Kunstsamling i England. Der er mange arbejder i andre britiske samlinger, herunder flere i Wallace Collection og en serie på 24 i spisesalen i Woburn Abbey.
Canalettos prospekter opnåede altid høje priser på markedet, og den russiske kejserinde Katarina den Store og andre europæiske monarker bød på hans mest storslåede arbejder. Rekordprisen på auktion for en Canaletto er 18,6 millioner £ for Prospekt af Canale Grande fra Palazzo Balbi til Rialto solgt hos Sotheby's i London i juli 2005.